# Hadži-Jusuf Livnjak
Hadži-Jusuf Livnjak (Livno, kraj 16. st. – Županj Potok/Duvno, iza 1647.), pisac pritužbenih pjesama, putopisa, astronom i adžamijski pjesnik. 
Pisao je na turskom i na hrvatskom ikavicom.
Većina podataka o Hadži-Jusufu Livnjaku poznata je iz na temelju završnog dijela njegovog Putopisa iz 1024. (1615/16) godine u kojemu opisuje svoje hodočašće u Meku i Medinu, gdje za sebe piše: "Ja, griješni siromah, Jusuf, sin Muhamedov, rođen sam u kasabi Livnu, gdje sam odrastao i bio mujezin Lala-pašine džamije." No, već prije polaska na hadž u Meku, Jusuf se preselio u Županj Potok, kako se tada nazivao današnji Tomislavgrad, gdje je opet bio mujezin novoizgrađene džamije u kojoj je kao imam služio njegov brat.

Originalni rukopis putopisa nije sačuvan, ali postoji nekoliko prijepisa. Putopis je napisan na turskom jeziku, a po stilu se može zaključiti da to piscu nije bio materinji jezik. Na put koji je trajao godinu i deset dana krenu je 9. lipnja 1615. U putopisu Hadži-Jusuf opisuje svoj put i mjesta koroz koja je prolazio na putu do Meke i Medine kao i susrete sa svojim suvremenicima, učenim i uglednim ljudima (Alti Parmak efendija, muderis u Kairu i Mirza-efendija, upravnik Harema Meke i dr.). 
Hadži Jusuf je bio sin Muhameda, a podrijetlom iz Livna. Bio je trgovac. Iz Livna se doselio u Županj Potok radi toga da bi bio mujezin netom sagrađene džamije koju je upravo sagradio Džudža Džafer-aga. Brat Jusufov bio je Omer, imam te džamije. S braćom je krenuo u Meku na hadžiluk 20. lipnja 1615. godine i vratio se nakon godinu i deset dana (30. lipnja 1616. godine). Putopis mu karakteriziraju hrvatski narodni nazivi mjeseci. Taj podatak svjedoči o nekadašnjim odnosima Hrvata i islama. Za Jusufa znamo da je napisao dvije pjesme. Prvom poziva imotskog kadiju na zaštiti raju od naiba (zamjenika kadije) Ibrahima Spore. Drugim djelom osuđuje postupke Sporinog ćehaje (naibov pomoćnik).
Hadži-Jusuf je bio imam Beglučke džamije (sa sunčevim satom i položajem na jednom od meridijana). Bio je i astronom. Bio je mujezin džamija u Livnu i Duvnu.

## Djela
Hadži Jusuf Livnjak, Odazivam Ti se, Bože... putopis sa hadža 1615. godine, preveo M. Mujezinović, Sarajevo 1981.

## Vanjske poveznice
- Putopis Hadži-Jusufa Livnjaka, prijevod s komentarom i bilješkama